# Trigonostoma goniostoma
Trigonostoma goniostoma là một loài ốc biển, là động vật thân mềm chân bụng sống ở biển trong họ Cancellariidae.